# Georg Flegel

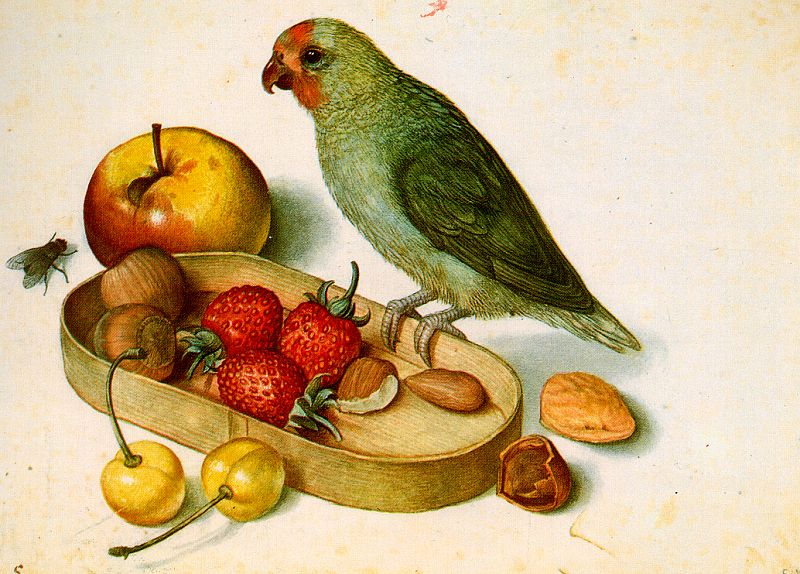
Martwa natura z papugą karłowatą

Georg Flegel (ur. w 1566 w Ołomuńcu, zm. 23 marca 1638 we Frankfurcie nad Menem) – niemiecki malarz i rysownik okresu baroku.

## Życiorys
Najpóźniej od 1594 przebywał we Frakfurcie, gdzie współpracował z flamandzkim artystą Lucasem van Valckenborchem.
Malował martwe natury złożone z kwiatów, owoców oraz różnych drobnych przedmiotów, niekiedy ożywione motywami ptaków i owadów. Jego wynalazkiem były obrazy sprawiające wrażenie szaf, szafek, etażerek czy ściennych wnęk – wypełnionych różnymi przedmiotami lub kolekcjami osobliwości. W zbiorach berlińskich znajduje się 110 jego rysunków, przedstawiających motywy animalistyczne i botaniczne.
Jedynym uczniem Flegela został przyszły malarz kwiatów i martwej natury Jacob Marrel.

## Wybrane dzieła
- Brzoskwinie – Darmstadt, Landesmuseum
- Deser – Monachium, Stara Pinakoteka
- Martwa natura z bukietem kwiatów i podwieczorkiem – St. Petersburg, Ermitaż
- Martwa natura z chlebem i kawałkami kandyzu – Frankfurt, Staedelsches Kunstinstitut
- Martwa natura z owocami i kwiatami (ok. 1610) – Praga, Galeria Narodowa
- Martwa natura z owocami i wypiekami – Norymberga, Germanisches Nationalmuseum
- Martwa natura z papugą – Monachium, Stara Pinakoteka
- Martwa natura z rybą (1637) – Paryż, Luwr
- Martwa natura z rybą i chrząszczem (1635) – Kolonia, Wallraf-Richartz Museum
- Martwa natura ze świecą (1636) – Kolonia, Wallraf-Richartz Museum
- Szafka z różnymi przedmiotami i owocami (ok. 1610) – Praga, Galeria Narodowa